# 史密斯威森軍警型左輪手槍

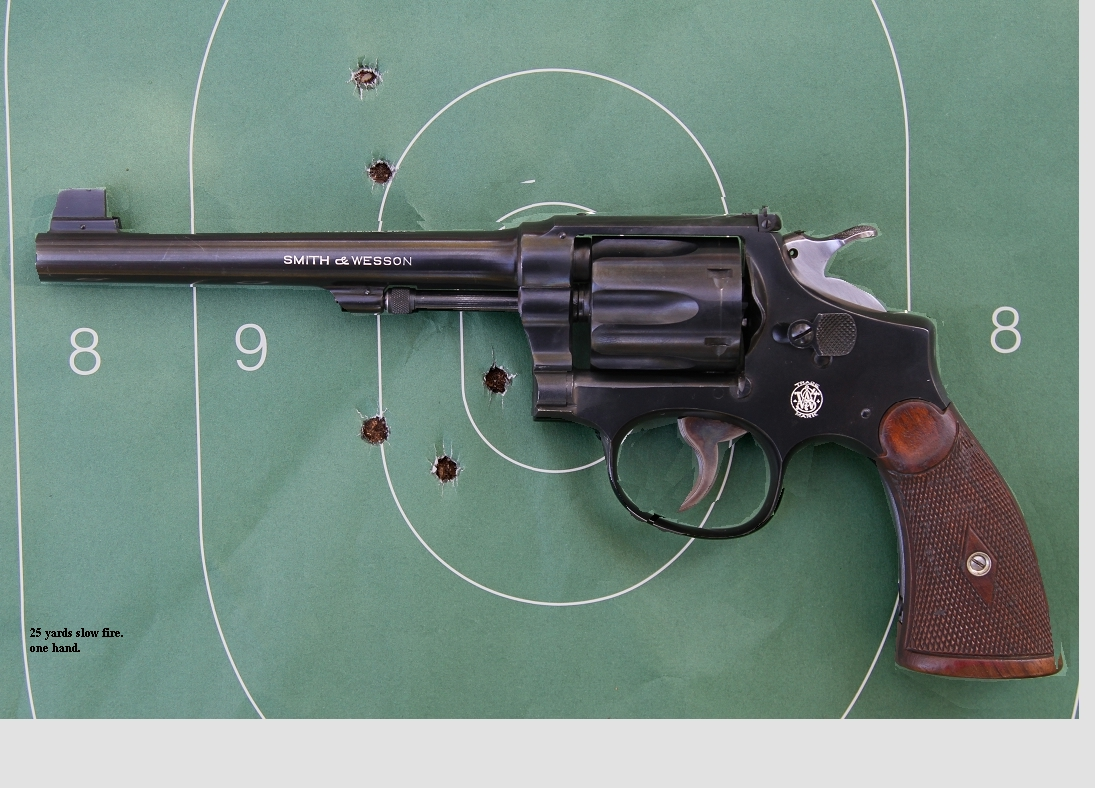
S&W M1905 4th change 1915 Target model

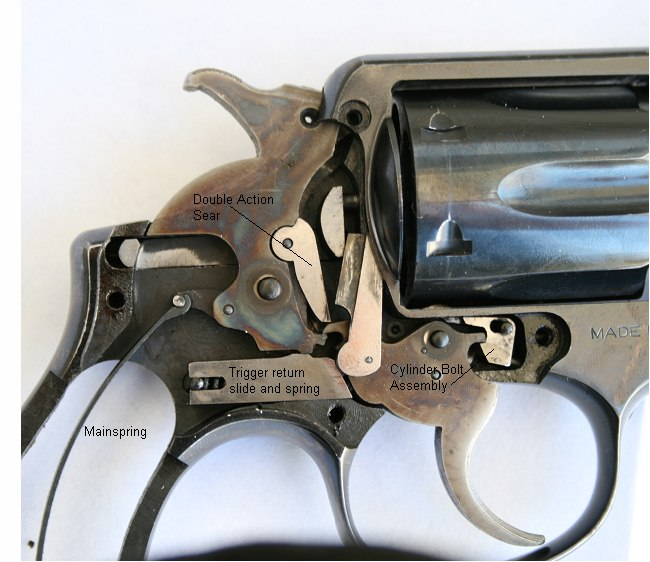
M&P 1905 Fourth Change variant (1915)

史密斯&威森10型（Smith & Wesson Model 10），曾經也被稱為：史密斯&威森.38口徑手動退殼1899年型（Smith & Wesson Hand Ejector Model of 1899）、史密斯&威森軍警型（Smith & Wesson Military & Police）及史密斯&威森勝利型（Smith & Wesson Victory Model）是由美國史密斯&威森公司於1899年推出的轉輪手槍，該槍曾普遍地獲世界各地的軍隊和執法機關所採用。

## 設計特點
史密斯&威森10型發射.38特種彈，以向左側擺出的6發容量彈巢供彈。它的扳機為雙動式設計，金屬瞄具則為固定式。該槍有多種不同長度的槍管可供用戶選擇。包括：2吋（51毫米）、3吋（76毫米）、4吋（100毫米）、5吋（130毫米）和6吋（150毫米）。另有一種可特別訂造的2.5吋槍管型 。

## 歷史

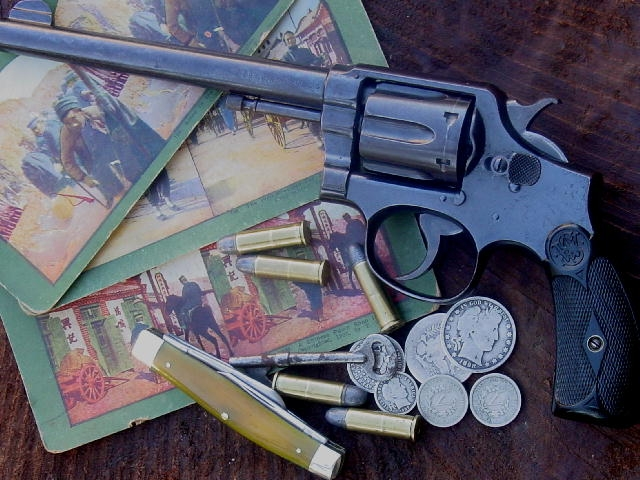
1899年軍警型的第一個版本，使用6吋槍管。留意其退殼桿為自由浮動的，不像後期型號般配備槍管閂鎖

1899年，美國陸軍和美國海軍向史密斯&威森訂購2,000－3,000枝.38長柯爾特口徑的1899型手動退殼式轉輪手槍。該槍因受該訂單影響而變得聞名起來，並被槍械愛好者稱為“.38軍警型”（.38 Military and Police）。同年，史密斯&威森留意到美軍就在美菲戰爭期間對.38口徑手槍彈藥威力不足所撰寫的報告。為了解決這個問題，他們開發了一種新的彈藥，是為.38 S&W特種彈（通稱：.38特種彈）。該彈藥是.38長柯爾特彈的稍微拉長版，它有著一顆比前者更重的彈頭（158格令），火藥量則由原來的18格令增加至21格令。
1902年，史密斯&威森推出了第2代的.38軍警型，與先前型號相比，該型號有著重大的改變。當中包括：對內部結構的改良和簡化，退殼桿也由原本的獨立式改為以閂鎖將其下掛於槍管底部。其槍管長度有4、5、6及6.5吋，並帶有圓型的握把底部。生產序號從1到20,975。大部份發射.38特種彈的早期版軍警型轉輪手槍均賣給了民間市場。在1904年，史密斯&威森推出配備4、5及6.5吋槍管，以及圓型或正方型握把底部的.38軍警型。

### 第一次世界大戰
史密斯&威森於1915年推出.38口徑1905年軍警型的第四個改良版，它加入了一種被動式擊鎚阻鐵以及加大型機械瞄具，這些設計成為日後軍用轉輪手槍的標準原素。軍警型在一次大戰中被美軍部隊大量裝備，並透過在實戰中證明是一種非常可靠和準確的武器。儘管在一戰中半自動手槍有著崛起的趨勢，包括軍警型在內的轉輪手槍仍被大量使用。原因是當時半自動手槍的產量無法完全滿足部隊需求。
一戰過後，軍警型在接下來的70多年間作為各國警隊的制式手槍使用。它在平民當中也十分受歡迎，史密斯&威森因而推出了數款新型號。包括在1936年生產的2、2.5及3吋槍管的短管型。

### 第二次世界大戰
從1942—1944年間生產的史密斯&威森軍警型轉輪手槍，它們的生產序號均為“V”字開頭。這些手槍被稱為史密斯&威森勝利型。但最早期的勝利型並非全部都是V字開頭。在二次大戰期間，美國政府將超過570,000枝手槍以租借法案的名義供應給英國、加拿大、澳洲、新西蘭和南非等大英國協王國。這些手槍發射恩菲爾德No.2轉輪手槍和韋伯利Mk IV轉輪手槍所使用的.38/200口徑手槍彈。大部份供應給英國的勝利型均配備4或5吋槍管，還有只出現在少數早期型的6吋槍管。
由美軍所採用的勝利型則發射.38特種彈。勝利型為美國海軍及美國海軍陸戰隊飛行員在二戰間的制式手槍，它也被在戰爭期間駐守在美國國內的工廠和國防設施的保安人員所使用。
部份勝利型直至1990年代仍被美國空軍和美國海岸防衛隊所使用。直至1990年，M9手槍問世前，美國陸軍直升機組員和女憲兵的制式手槍為.38口徑的勝利型。刑事調查部的人員也配備使用2吋槍管的.38口徑軍警型。最後一批勝利型被美國空軍國民警衛隊的坦克組員和其他車組人員使用至1991年的沙漠風暴行動，海軍保安人員則裝備至1995年。
部份透過租借法案提供給英國的.38/200口徑勝利型在戰後被運回美國，這些手槍隨即被改膛至發射威力更強的.38特種彈，並在槍管上刻上新口徑的字樣。然而由.38/200改膛至.38特種口徑會導致膛室過大，可能在使用上會構成問題。被認為是甘迺迪遇刺案的主兇，李·哈維·奧斯華於1963年11月22日被逮捕時攜帶著一枝經改膛的勝利型。
勝利型的表面通常使用噴砂式或派克化的塗裝，與常見於商業銷售版的軍警型／10型的高質量烤藍或鍍鎳式塗裝有著明顯區別。其他可區別的地方還包括在勝利型的握把底部設有掛繩環，以及使用了光滑的核桃木握板。然而有部份早期型使用方格式握把，尤其在1942年之前生產的版本。

### 10型

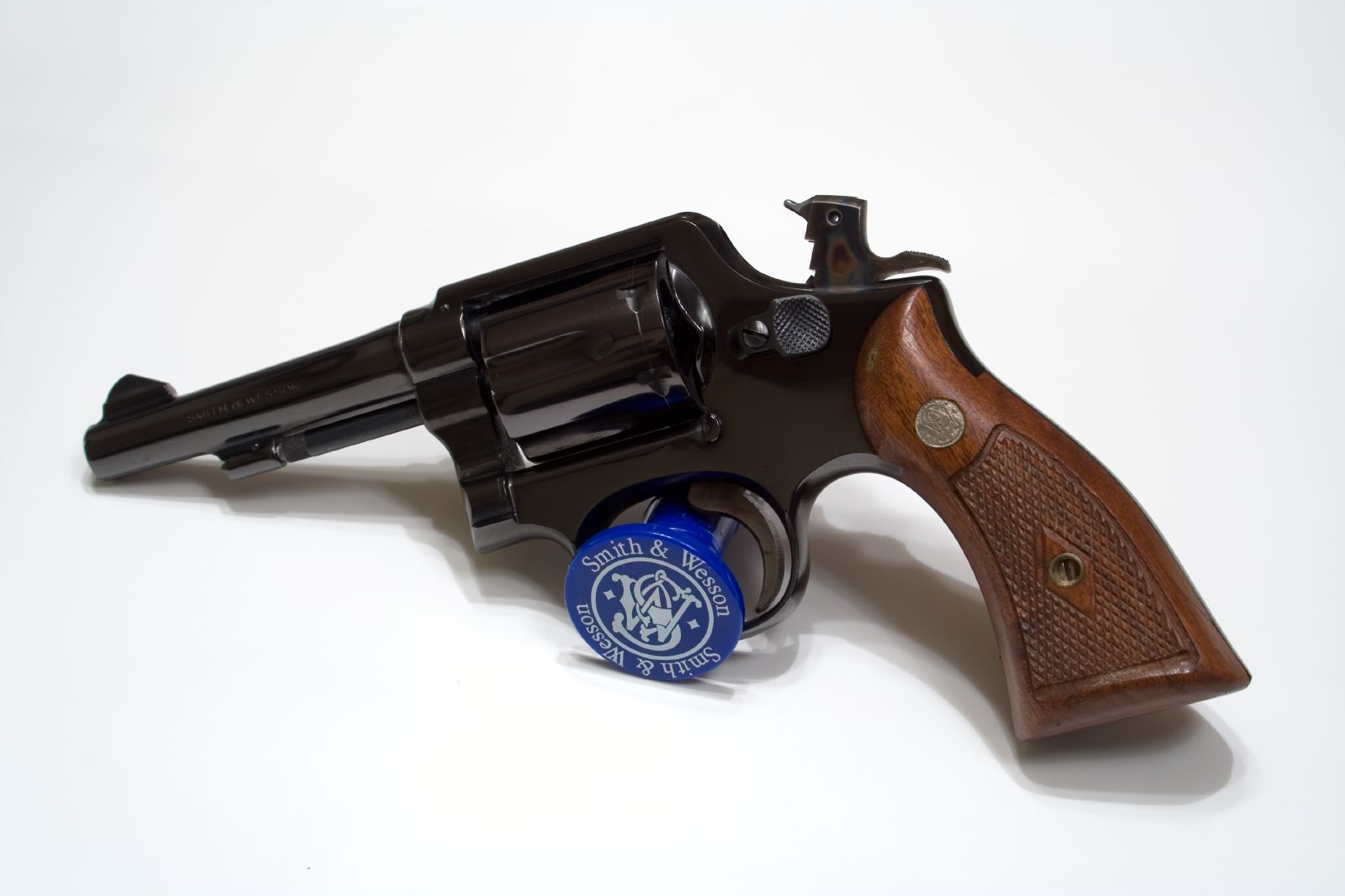

二戰過後，史密斯&威森恢復生產軍警型系列。除了在外觀上有改變外，這些手槍還以麥格納式的握把取代原來的底把嵌合式握把，並把彈簧式的阻鐵保險改為一個設置在握把內部側面通道，以凸輪驅動的阻鐵保險。在1957年，史密斯&威森開始改用數字命名的慣例，把軍警型重新命名為10型。
軍警型／10型可使用烤藍鋼或鍍鎳式塗裝，握把有圓型底部或正方型底部兩種。從1960年代後期開始生產的10-5型分別以垂直“公牛式”槍管和傾斜的坡道碾磨準星取代了原來的錐形槍管及半月型瞄具。10型的後期版本能夠發射所有現存的各種類.38特種彈，包括高膛壓彈。
截至2012年為止，10型僅有4吋槍管型，以及其不銹鋼版本，史密斯&威森64型。整個軍警型系列的總生產量高達6,000,000枝，這令它成為20世紀最流行的手槍。

## 10型衍生型
| 型號  | 推出年份 | 改進之處／備註                                                           |
| ----- | -------- | ------------------------------------------------------------------------ |
| 10    | 1957     | 首個版本                                                                 |
| 10-1  | 1959     | 提供重管型                                                               |
| 10-2  | 1961     | 更改了標準槍管型的退殼桿螺紋                                             |
| 10-3  | 1961     | 更改了重管型的退殼桿螺紋，並把前準星的寬度從1/10吋更改至1/8吋            |
| 10-4  | 1962     | 取消在標準槍管型的扳機護環螺絲                                           |
| 10-5  | 1962     | 把標準槍管型的前準星寬度從1/10吋更改至1/8吋                              |
| 10-6  | 1962     | 取消在重管型的扳機護環螺絲                                               |
| 10-7  | 1977     | 把標準槍管型的氣環從軛型改為圓柱型                                       |
| 10-8  | 1977     | 把重管型的氣環從軛型改為圓柱型                                           |
| 10-9  | 1988     | 更換標準槍管型的軛架固定系統、半徑螺柱套件和浮動式擊鎚軸瓦               |
| 10-10 | 1988     | 更換重管型的軛架固定系統、半徑螺柱套件和浮動式擊鎚軸瓦                   |
| 10-11 | 1997     | 為標準槍管型和公園警察重管型以金屬射出成型方式生產擊鎚、扳機和浮動式撞針 |
| 10-12 | 1997     | 為重管型以金屬射出成型方式生產擊鎚、扳機和浮動式撞針                     |
| 10-13 | 2002     | 限量生產， 1899年紀念版                                                  |
| 10-14 | 2002     | 添加內置鎖件                                                             |
| 10-14 | 2010     | 停產                                                                     |
| 10-14 | 2012     | 以經典型號的生產線重新推出                                               |

### .38 S&W衍生型
從1940年代後期—1960年代間，史密斯&威森生產了一種.38 S&W口徑的軍警型／10型，是為11型。這些手槍主要供應給英聯邦國家的軍隊和警隊。它們也曾供應給加拿大。

### .357口徑衍生型
在史密斯&威森實驗性地生產了一小批發射.357麥格農彈的10-6型後，他們不久推出了使用重槍管和碳素鋼底把的史密斯威森M13左輪手槍，以及不銹鋼底把的65型。該兩種轉輪手槍均有多種不同長度的槍管可供選擇，通常為3或4吋，可配備或不配備下掛式組件的版本。13型於1974—1999年間生產，而65型則在1972—1999年間生產。該兩款手槍曾經流行於美國警察和聯邦調查局探員當中。一款65型的衍生型於1992—1999年間透過史密斯夫人系列（Ladysmith）的生產線推出市場。

## 仿製品

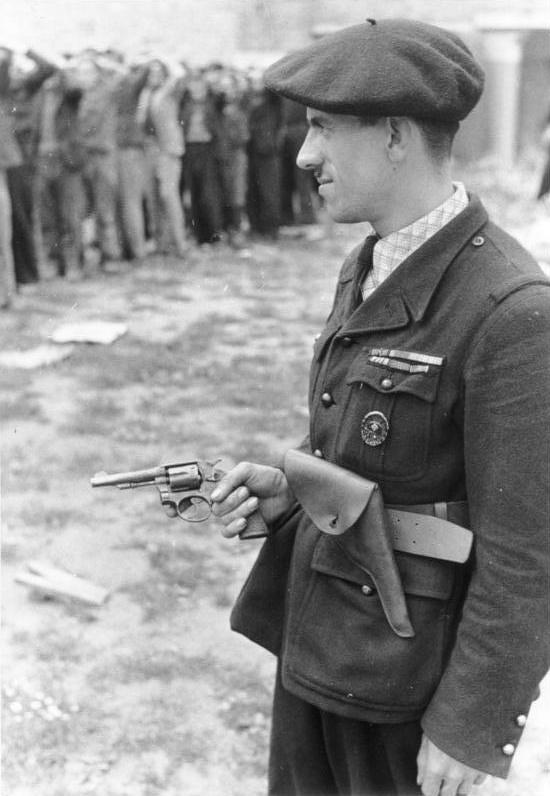
一名維希法國的武裝民兵手持西班牙仿製的軍警型

史密斯&威森軍警型曾被一些國家的廠商所仿製，當中包括西班牙的艾巴爾和格爾尼卡公司（Eibar and Guernica）曾為法國軍隊在一戰間生產一種8毫米法國口徑的軍警型仿製版，它們與原版武器相比尺寸較小。
巴西金牛座公司於1993年推出的金牛座M82明顯地是以10型作原型。
以色列軍事工業曾以“IMI 9毫米轉輪手槍”的名義生產發射9毫米魯格彈的10型。
中華人民共和國的中國北方工業公司也自2000年開始生產史密斯&威森M64的未授權仿製版本，並命名為“NP50”。
中華民國聯勤205廠曾仿製史密斯威森軍警型並命名為“T72左輪手槍”。

## 用戶
史密斯&威森軍警型／10型目前仍然是許多國家和地區的執法機關和保安部隊的制式武器。其中法國的現金押運人員、香港紀律部隊、缅甸警察部队和秘魯國家警察至今仍以10型及其衍生型為其主要配槍。
- - 現金押運公司
- - 警察單位
- 玻利维亚
  - 軍隊
  - 警察單位
  - 私人保安公司
  - 警衛
- 柬埔寨
- 哥伦比亚
- 埃及
  - 警察單位
- 法國
  - 市政警察單位
  - 現金押運公司
- 德国
- 香港
  - 香港警務處：M10HB（2024年7月開始逐步以CF98-A半自動手槍進行替換）
  - 香港懲教署：M10、M10HB。
  - 香港海關
  - 香港入境處
  - 香港廉政公署
- 伊朗
- 以色列
- 牙买加
  - 警察單位
- 黎巴嫩
- 利比亞
- 盧森堡
  - 大公國警察（英语：Grand Ducal Police）
- 澳門
  - 治安警察局
  - 廉政公署
  - 司法警察局
  - 澳門海關
  - 懲教管理局
- 马来西亚
  - 輔警隊
  - 人民志願軍（英语：RELA Corps）
- 墨西哥
- 摩洛哥
- 緬甸
  - 警察單位
- 尼加拉瓜
  - 尼加拉瓜武裝部隊（英语：Military of Nicaragua）
  - 警察單位
- 巴拿马
  - 警察單位
- 秘魯
  - 警察單位
- 中華民國
  - 中華民國國軍（採用本土仿製型T72）
- 新加坡
  - 海關
  - 監獄局
- - 大韓民國陸軍（裝備軍官）
  - 大韓民國空軍
  - 少量便衣刑警探員
- 泰國
  - 警察單位
- 多哥
  - 警察單位
- 乌拉圭
  - 警察單位
- 越南

### 前使用者
- - 多個警察部門（被M&P40半自動手槍所取代）
- 奥地利
- 比利时
- 加拿大：由格洛克17在內多款手槍所取代。
  - 皇家加拿大騎警
  - 多個警察部門
- 中华人民共和国
- 賽普勒斯
  - 警察部門
- 希腊
  - 警察單位（由多款手槍所取代）
- 英屬香港：由多款手槍所取代。
  - 皇家香港警察
- 愛爾蘭
  - 愛爾蘭和平衛隊武裝警察（被SIG P226、瓦爾特P99所取代）
- 日本
  - 日本警察廳（已被史密夫威信M360J所取代）
- 马来西亚
  - 馬來西亞皇家警察（由多款手槍所取代）
- 馬爾他
  - 警察單位
- 荷蘭
- 新西兰
  - 武裝警察（由格洛克17所取代）
- 挪威
  - 武裝警察（由HK P30所取代）
- 巴基斯坦
- 菲律賓
- 葡萄牙
  - 警察單位（由格洛克19所取代）
- 中華民國
  - 內政部警政署（由史密斯威森5904所取代）
- 沙烏地阿拉伯
- 新加坡
  - 新加坡警察部隊（由多款手槍所取代）
- 南非
- - 大韓民國警察廳：巡邏警察及部份便衣刑警探員使用（巡邏警察在2005年開始以史密斯威森M60左輪手槍取代M10；便衣刑警探員也在2018年全面採用柯特警探特裝型轉輪手槍取代M10）
- 坦桑尼亚
- 土耳其
  - 警察單位
- 英国
  - 英國武裝部隊（由白朗寧大威力半自動手槍所取代）
  - 武裝警察單位（由格洛克17所取代）
- 美国：由多款手槍所取代。
  - 美國武裝部隊
  - 聯邦調查局
  - 中央情報局
  - 美國移民及海關執法局
  - 美國特勤局
  - 印第安事務局
  - 聯邦監獄局
  - 美國邊境巡邏隊
  - 美國郵政檢查局
  - 多個地方警察單位
- 委內瑞拉
  - 玻瓦利亞國家警察（由多款手槍所取代）
- 越南共和国

## 相關參考
- 史密斯威森
- 史密斯威森軍警型半自動手槍
- 左輪手槍
- 史密斯威森M36左輪手槍
- 史密斯威森M64左輪手槍
- 金牛座M82左輪手槍
- 柯爾特警探特裝型轉輪手槍